# Micraxylia pseudogigas
Micraxylia pseudogigas är en fjärilsart som beskrevs av Emilio Berio 1972. Micraxylia pseudogigas ingår i släktet Micraxylia och familjen nattflyn. Inga underarter finns listade i Catalogue of Life.